# Жидачівський повіт (Руське воєводство)
Жидачівський повіт (лат. Districtus Zidaczoviensis) — історична адміністративно-територіальна одиниця Львівської землі Руського воєводства з центром у місті Жидачів. Існував у 1434–1772 роках. У 1578 р. налічував 73 населені пункти (з 213 населених пунктів Львівської землі), в тому числі — 8 міст і 65 сіл. 

## Історія
1434 року адміністративно-територіальний устрій Польської держави, в основі якого лежав поділ на провінції, воєводства, землі й повіти, поширився і на Руське королівство, яке дістало нову офіційну назву — Руське воєводство.
З 1569 р. — у складі Речі Посполитої.
Після першого поділу Речі Посполитої 5 серпня 1772 року територія відійшла до Габсбурзької монархії. Надбані території австрійська влада поділила за прикладом інших земель імперії.
У Жидачеві знаходились уряди гродового староства. Шляхта повіту обирала по 6 депутатів на Сеймики воєводства, Трибунал Коронний і Трибунал Скарбовий. У 1649—1783 роках у Жидачеві діяв земський суд.

## Міста
Два найбільші центри – Жидачів та Долина,— отримали міське маґдебурзьке право як королівські міста, а шість інших (Стрілища, Ходорів, Журів, Соколів, Монастирець, Журавно, Розділ) були засновані як приватні шляхетські міста. Загалом Жидачівський повіт залишався одним з найменш урбанізованих регіонів західноукраїнських земель у даний період. 
За податковим реєстром 1578 р. міста налічували наступну кількість будинків (а також оцінка кількості жителів): Жидачів — 84 (420), Долина — 77 (330), Соколів — 77 (330), Журавка — 42 (210), Монастирець — 28 (140), Розділ — 56 (280), Ходоростав — 56 (280).
При люстрації на 1676 у львівській землі нарахували 42 міста і 618 сіл, з них у жидачівському повіті 9 міст і 170 сіл. За кількістю міщан поселення ділились на міста «urbs» та містечка «oppidum». Частина міст до XVIII ст. занепала, стала селами, зберігаючи міський герб (в дужках подано рік надання магдебурзького права):
- Вибранівка (до 1631)
- Жидачів (1393)
- Журавно (до 1445, 1563)
- Нові Стрілища (1417)
- Долина(королівщина, 1525)
- Сихів (1525)
- Соколівка (1558)
- Ходорів (1436)
- Журів (1510).

## Господарство
На 1578 р. було 655 ланів (коло 6375 га) оброблюваної землі. 